# Pomnik Policjanta Polskiego w Katowicach
Grób Policjanta Polskiego w Katowicach − policyjny znak pamięci zlokalizowany na dziedzińcu Komendy Wojewódzkiej Policji w Katowicach. Jest to pomnik−grób, w którym spoczywają szczątki policjanta, ekshumowanego w Miednoje.
Zgodnie z wykazem cmentarzy, kwater i grobów wojennych na terenie województwa śląskiego posiada numer ewidencyjny: 15/015. 
Uchwałę o budowie Grobu Policjanta Polskiego na dziedzińcu Komendy Wojewódzkiej Policji w Katowicach podjęto w 1992. W styczniu tego roku powołano komitet budowy grobu, w skład którego weszli: Witold Banaś (przewodniczący komitetu), Wanda Kustro, Danuta Nerlewska, Maria Nowak, Genowefa Ziomek, Emilia Wośko, A. Stefańczuk, Jacenty Solejdowicz, Antoni Duda, W. Janiszewski, Ryszard Mastalerz, A. Głowacz, projektant inż. Maria Polańska, Jan Jesionek, prof. płk Bronisław Młodziejowski.
Budowę honorowym patronatem objęli: ks. abp Damian Zimoń, Zenon Smolarek, Jacek Jagodziński (dyrektor huty „Baildon”) oraz Andrzej Przewoźnik.
Budowa pomnika trwała do 1993. Spoczęły w nim szczątki nieznanego policjanta (trumnę na szczątki wykonała huta „Baildon”). Prace wspomógł Urząd Miasta Katowice i Rada Miasta Katowice. 17 września 1993 w grobie złożono, ekshumowane w Miednoje, szczątki nieznanego policjanta. Odprawiono uroczystą mszę św. pod przewodnictwem Damiana Zimonia. W lipcu 1995 wokół grobu umieszczono płyty nagrobne z nazwiskami zamordowanych w 1940 przez NKWD i zmarłych policjantów, służących w dwudziestoleciu międzywojennym.
W 2000 drewniany krzyż obok pomnika zastąpiono krzyżem stalowym, a w 2003 zamontowano specjalne oświetlenie.
W 2018 w ramach prac zleconych przez Oddział IPN w Katowicach wykonano renowację i wypoziomowanie elementów granitowych, uzupełnienie liternictwa oraz przebudowę wiecznego znicza.